# دراغان مردا
دراغان مردا (بالسيريلية الصربية: Драган Мрђа) (مواليد 23 يناير 1984 في فرساتش) لاعب كرة قدم صربي يلعب حالياً لصالح نادي فويفودينا الصربي .

## روابط خارجية
- دراغان مردا على موقع الاتحاد الدولي (مؤرشف)  (الإنجليزية)
- دراغان مردا على موقع الاتحاد الأوربي (الإنجليزية)
- دراغان مردا على موقع رابطة كرة القدم اليابانية للمحترفين (اليابانية)
- دراغان مردا على موقع قاعدة بيانات كرة القدم.إي يو (الإنجليزية)
- دراغان مردا على موقع ناشيونال فوتبول تيمز (الإنجليزية)
- دراغان مردا على موقع Soccerway.com (الإنجليزية)
- دراغان مردا على موقع عالم كرة القدم.نت (الإنجليزية)